# Philippe Besson
Philippe Besson (Barbezieux-Saint-Hilaire, 29 gennaio 1967) è uno scrittore francese.

## Biografia e opere letterarie
Si specializza in diritto presso l'École supérieure de commerce di Rouen. Nel 1989 si trasferisce a Parigi dove esercita la professione di giurista e insegna diritto sociale. 
Nel 1999 si appassiona alla lettura dei romanzi e racconti di combattenti della prima guerra mondiale e questo lo avvicina alla scrittura e alla redazione del suo primo romanzo: En l'absence des hommes pubblicato nel 2001 dalle Éditions Julliard, accolto con favore dalla critica letteraria al romanzo viene assegnato il premio Emmanuel-Roblès. Il romanzo ricostruisce il personaggio di Marcel Proust, autore che aveva esercitato e eserciterà una fortissima influenza su Besson. Nello stesso anno, Philippe Besson pubblica anche Son frère. Patrice Chéreau nel 2003 lo porterà poco dopo con una sua rivisitazione cinematografica sul grande schermo, al film viene riconosciuto l'Orso d'argento per il miglior regista al Festival internazionale del cinema di Berlino.

L'Arrière-saison, il romanzo pubblicato nel 2002, ispirato ad un quadro di Edward Hopper sarà vincitore del Grand prix RTL-Lire del 2003. Sempre nello stesso anno, esce Un garçon d'Italie. Philippe Besson decide di consacrarsi definitivamente alla letteratura e nel 2004, pubblica il suo quinto romanzo, 'Les Jours fragiles'. L'opera ripercorre gli ultimi mesi della vita di Arthur Rimbaud, raccontati dalla voce della sorella Isabelle.

Di più recente pubblicazione, 'Un instant d'abandon' e 'L'enfant d'octobre'.

Le sue opere sono tradotte in italiano, inglese, polacco, tedesco, spagnolo e cinese.

## Opere tradotte in italiano
In Italia, le opere di Besson sono pubblicate dalla casa editrice Guanda. 
- Un amico di Marcel Proust (2001)
- E le altre sere verrai? (2002)
- Un ragazzo italiano (2002)
- I giorni fragili di Arthur Rimbaud (2004)
- Come finisce un amore (2009)
- Una buona ragione per uccidersi (2013)
- Non mentirmi (2017)
- Un certo Paul Darrigrand (2019)
- L'ultimo figlio (2022)